# Peter Schnyder (Literaturwissenschaftler, 1967)
Peter Schnyder (* 12. November 1967 in Zürich) ist ein Schweizer Literaturwissenschaftler.

## Laufbahn
Peter Schnyder studierte Germanistik, Geschichte und European Literature in Zürich, Göttingen, Berlin und Cambridge. 1998 wurde er mit einer Studie zur Rhetorikrezeption Friedrich Schlegels promoviert. Nach Forschungsaufenthalten in Gießen und Berkeley habilitierte er sich 2007/08 mit einer Arbeit zum Glücksspiel als konzeptionellem Modell der beginnenden Moderne an der Universität Zürich. Nach einem Aufenthalt am Internationalen Forschungszentrum Kulturwissenschaften (IFK) in Wien ist er seit 2010 Professor für Neuere deutsche Literaturwissenschaft an der Universität Neuenburg. Seine Forschung betrifft die deutsche Literatur des 17. bis 20. Jahrhunderts, besonders die Zusammenhänge zwischen Ästhetik und Politik sowie Literatur und Wissenschaft (Wissensgeschichte).

## Schriften (Auswahl)
- Die Magie der Rhetorik. Poesie, Philosophie und Politik in Friedrich Schlegels Frühwerk. Schöningh, Paderborn 1999, ISBN 978-3-506-77956-4.
- Alea. Zählen und Erzählen im Zeichen des Glücksspiels (1650–1850). Wallstein, Göttingen 2009, ISBN 978-3-8353-0483-3.
- als Herausgeber mit Eva Horn: Romantische Klimatologie. In: Zeitschrift für Kulturwissenschaften. 1/2016, transcript, Bielefeld 2016, ISBN 978-3-8376-3434-1.
- als Herausgeber mit Benjamin Brückner, Judith Preiß: Lebenswissen. Poetologien des Lebendigen im langen 19. Jahrhundert. Rombach, Freiburg im Breisgau 2016, ISBN 978-3-7930-9866-9.
- als Herausgeber: Erdgeschichten. Literatur und Geologie im langen 19. Jahrhundert. Königshausen & Neumann, Würzburg 2020, ISBN 978-3-8260-7046-4.